# Порт Аранзас (Тексас)
Порт Аранзас (енгл. Port Aransas) град је у америчкој савезној држави Тексас. По попису становништва из 2010. у њему је живело 3.480 становника.

## Демографија
Према попису становништва из 2010. у граду је живело 3.480 становника, што је 110 (3,3%) становника више него 2000. године.
| Група             | 2000.         | 2010.         |
| Белци             | 3.046 (90,4%) | 3.084 (88,6%) |
| Афроамериканци    | 14 (0,4%)     | 12 (0,3%)     |
| Азијати           | 29 (0,9%)     | 44 (1,3%)     |
| Хиспаноамериканци | 205 (6,1%)    | 268 (7,7%)    |
| Укупно            | 3.370         | 3.480         |